# Щурче (театър)
„Щурче“ е първото детско театрално студио в град Варна, основано от братята Райко и Данаил Райкови.
В началото театърът е под покрива на Дома на транспорта. Някои от пиесите от репертоара му са: „Дядо и ряпа“, „Детско море“, „Спомен“, „Игра“, „Котка и мишка“ и др.
Театърът просъществува от 1959 до 1999 година. Ученици на братя Райкови възстановяват „Щурче“ в началото на 2006-а. Прави първите си турнета след възраждането (Провадия, Пловдив, Скопие и Охрид, Димитровград), печели първите си награди и то за първо място (Пловдив и Варна).
Трупата играе на сцената на Младежкия дом.